# Dom publiczny

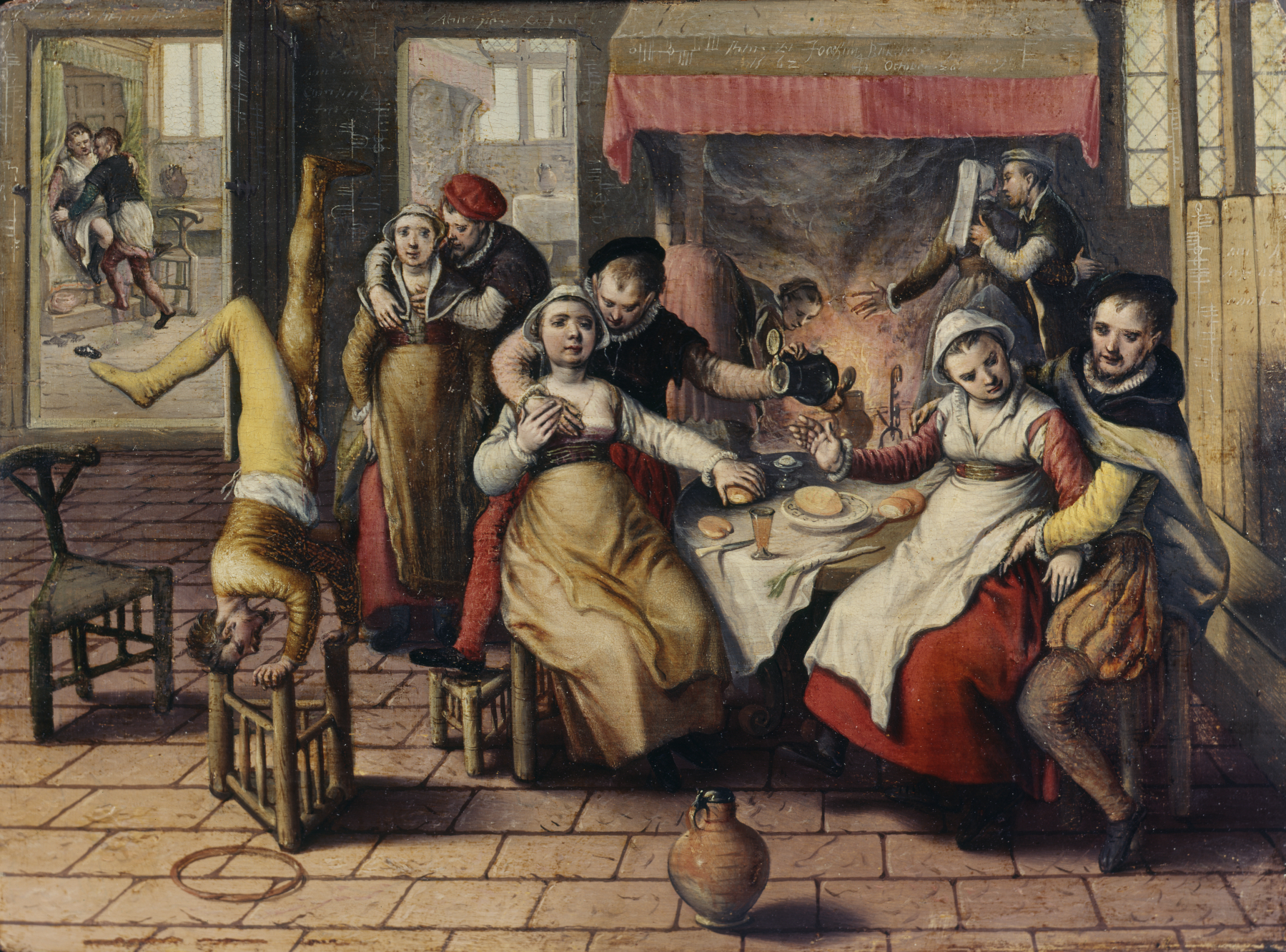
Joachim Beuckelaer, Burdel, 1562

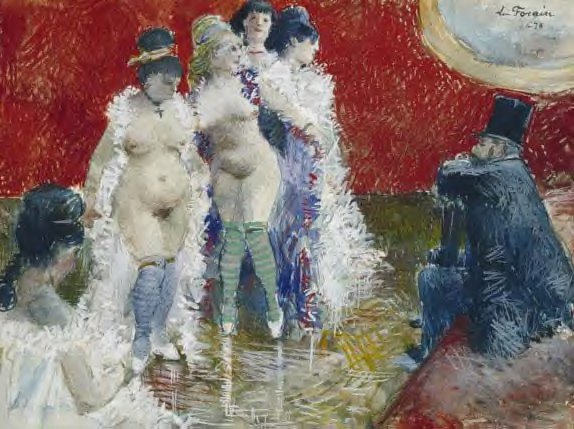
Jean-Louis Forain, Klient, 1878

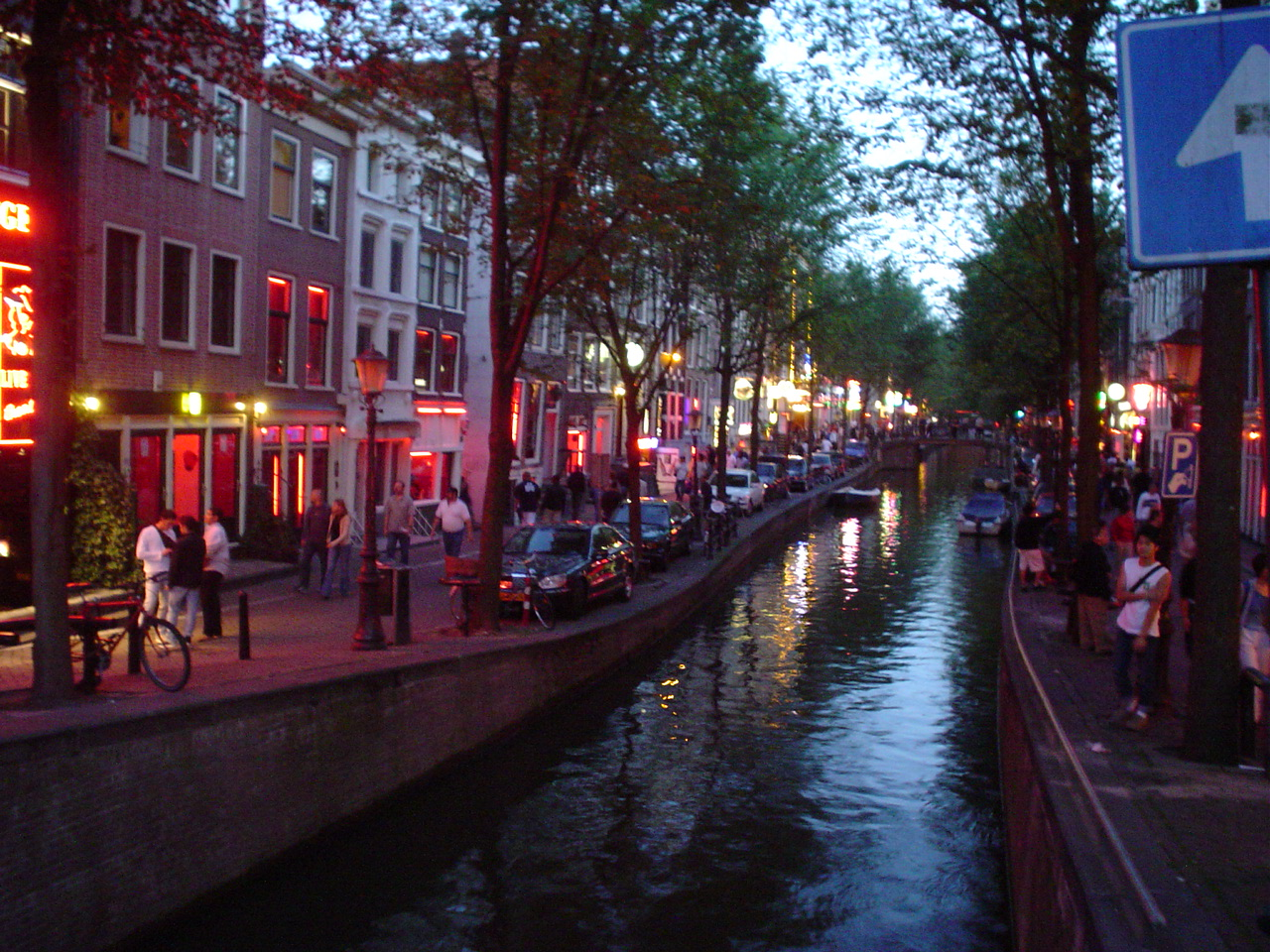
Domy publiczne na De Wallen w Amsterdamie (2003)

Dom publiczny, dom rozpusty, dom schadzek (wulg. burdel, daw. zamtuz, lupanar) – budynek służący jako miejsce świadczenia płatnych usług seksualnych. Eufemistyczne określenia to salon masażu, agencja towarzyska.

## Historia
W średniowieczu używano słowa „zamtuz” (od niemieckiego Schandhaus – dosł. „dom wstydu” albo od śr.-w.-niemieckiego samt-hūs, co znaczy „dom publiczny”). W średniowieczu obok miejskich zamtuzów prostytucję praktykowano powszechnie w łaźniach, których formą były mniejsze, prywatne zakłady rzemieślnicze tego typu zwane bordelages. Stąd termin „burdel” czerpie swój źródłosłów od francuskiego słowa bordel, co oznaczało pierwotnie otwarte miejsce mycia się znajdujące się pod małym dachem. Wyraz bordel trafił do polszczyzny z języka włoskiego (bordello) w czasach królowej Bony. 
W czasach Oświecenia lupanary nazywane eufemistycznie „domami schadzek”, stawały się niejednokrotnie ośrodkami bujnego życia towarzyskiego arystokracji. Jednym z takich miejsc był dom prowadzony przez Henriettę Lullier w Warszawie, chętnie odwiedzany przez akredytowanych w Rzeczypospolitej dyplomatów, gdzie Stanisław August Poniatowski odbywał tajne konferencje z ministrami.

## Urbanistyka, architektura i prawo budowlane
W większości krajów, ze względu na zakaz ułatwiania i czerpania dochodów z cudzej prostytucji, domy publiczne mają status budynków hotelowych z częścią gastronomiczną. Ich budowlany charakter sytuuje je faktycznie pomiędzy hotelami a budynkami mieszkalnymi. Prostytutki spotykają klientów przed budynkiem, w specjalnym oknie wystawowym w kondygnacji parteru, zlokalizowanym tam barze lub są odwiedzane bezpośrednio w swych pokojach.
Aby ominąć restrykcje prawne (tam, gdzie one istnieją), opłata bywa pobierana nie za rodzaj seksu czy usługi seksualnej, ale za użytkowanie danego pokoju przez określony czas.
W niektórych krajach zachodniej Europy (Holandia, Dania, Niemcy, Francja) domy publiczne tworzą zazwyczaj zwarte zespoły dzielnic erotycznych zwanych dzielnicami czerwonych latarni wraz z sex shopami, kinami, kabaretami itp., tolerowane przez władze miejskie. W Niemczech od 2002 legalne jest wznoszenie budynków z przeznaczeniem na domy publiczne niezawierających pomieszczeń mieszkalnych w obrębie terenów przeznaczonych na użytkowanie przez rzemiosło (Gewerbegebiete). Najnowsze orzecznictwo uznaje je przy tym za zwykłą działalność gospodarczą w sensie planowania przestrzennego, nie zaś (tak jak dyskoteki i hale gier komputerowych) za miejsca rozrywki (Vergnügungsstätten), które mogą być poprzez obostrzenia planu zabudowy zakazane przez gminę. Gminy są jednak uprawnione do określenia stref zakazu prostytucji (Sperrbezirk), który dotyczy zarówno publicznych, jak i prywatnych posesji (a zatem również domów publicznych), przy czym w gminach poniżej 50 000 mieszkańców mogą one obejmować cały obszar gminy. W Holandii budowanie domów publicznych jest silnie utrudnione przez restrykcyjne przepisy urbanistyczne.